# Dil Ke Jharoke Main
Dil Ke Jharoke Main er en indisk film fra 1997 og lavet i indien.Instruerert af Ashim Bhattacharya.